# Brodowce
Brodowce – kolonia w Polsce położona w województwie dolnośląskim, w powiecie oleśnickim, w gminie Twardogóra.
W latach 1975–1998 miejscowość należała administracyjnie do województwa wrocławskiego.
Do 1939 roku administracyjnie należało do Niemiec pod nazwami: Brodowitz i Grabenfurt.